# Boljevići (Chorwacja)
Boljevići – wieś w Chorwacji, w żupanii istryjskiej, w gminie Kršan. W 2011 roku liczyła 86 mieszkańców.